# راديوس براويرو
راديوس براويرو (بالإندونيسية: Radius Prawiro)‏ (يوغياكارتا 29 يونيو 1928 - ميونخ 26 مايو 2005) إقتصادي وسياسي إندونيسي.

## التعليم
راديوس  نجل سورادي براويرو وهو مدرسه في مدرسته في يوجياكرتا. في عام 1942 بينما كان لا يزال في المدرسة المتوسطة، أصبح بائع سجائر. بعد الانتهاء من المدرسة واصل تعليمه في الكلية الاقتصادية الهولندية في روتردام هولندا. عند عودته إلى إندونيسيا، حصل على درجة الدكتوراه في كلية الاقتصاد بجامعة إندونيسيا بجاكرتا.

## مساره الوظيفي
بدأ مسيرته الاقتصادية والسياسية في منصب أمين لجنة أمن الشعب في يوجياكارتا في عام 1945 واستمر في منصب مسؤول الاتصال كضابط المقر الأعلى للعلاقات في يوجياكارتا من 1947 إلى 1948، ومسؤول اتصال للحاكم العسكري في يوجياكرتا من 1945 إلى 1951، وعمل كمسؤول فني في مكتب المحاسبة الوطني من 1960 إلى 1965. ثم شغل منصب نائب الوزير للمكتب الوطني للمراجعة في إندونيسيا عام 1965، وكنائب وزير البنك المركزي، ومحافظ البنك الوطني الإندونيسي عام 1966، ومحافظ بنك إندونيسيا من عام 1966 إلى عام 1973، وشغل في الوقت نفسه منصب حاكم النقد الدولي صندوق ونائب محافظ بنك التنمية الآسيوي لإندونيسيا من عام 1967 إلى عام 1971.
أصبح راديوس عضواً في فريق الخبراء الاقتصاديين التابع للرئيس، وعمل رئيسًا للجنة الإدارة بالبنك الدولي (1971-1973). ثم تم تعيينه وزيراً للتجارة في كل من مجلس الوزراء الثاني للتنمية ومجلس التنمية الثالث (1973-1983)، ووزير المالية في مجلس التنمية الرابع (1983-1988). كان وزيراً منسقاً لمجلس الإشراف على الاقتصاد والمالية والصناعة والتنمية من عام 1993.
سجل وجهات نظره حول السياسة الاقتصادية في إندونيسيا في كتاب مفيد بعنوان «الكفاح الإندونيسي من أجل التنمية الاقتصادية» الذي نشر في عام 1998.

## الهوايات والعائلة
كان راديوس  مصورًا وعشاقًا للدراجات النارية. نشأ حبه للدراجات النارية أثناء دراسته في هولندا ولم يتوقف إلا عن ركوب الدراجات لأسباب أمنية عندما عين محافظًا لبنك إندونيسيا. وبصرف النظر عن هذه الهوايات، كان يستمتع أيضًا بالحدائق مع زوجته، ليوني سوبيت.
كان مسيحيًا نشطًا وحصل على درجة الدكتوراه الفخرية من جامعة ثيولوجيش كامبين في هولندا عن عمله في منظمة التعليم العالي المسيحية الإندونيسية، ولإنشاء معهد لتطوير مرافق مثل المكتبات والمختبرات في المؤسسات التعليمية المسيحية.
كان لراديوس براويرو أربعة أطفال مع زوجته ليوني، وكثير منهم أصبحوا شخصيات قومية بما في ذلك: باكينيندرا ولوكا مانا وتريبوترا يوسني براويرو وبينغكان رياني بوتري براويرو.